# 戸塚秀夫
戸塚 秀夫（とつか ひでお、1930年 - 2017年）は、日本の労働問題研究者。東京大学社会科学研究所名誉教授。経済学博士。専攻は社会政策、労働問題。

## 人物
1930年東京都生まれ。海軍軍人・戸塚道太郎の三男。1954年東京大学経済学部卒業。学生時代は日本共産党東大細胞のメンバーとして学生運動に参加した。戸塚らが同じ国際派グループから「査問」を受けたのは日本の学生運動で最初の内ゲバだったとされる。
1959年東京大学大学院社会科学研究科博士課程修了。明治大学政経学部専任講師、東京大学社会科学研究所助教授、教授を経て、名誉教授。1990年から1995年埼玉大学経済学部教授。1995年6月に国際労働研究センターを設立し、共同代表となる。同センターは2007年9月に解散し、活動は非営利団体「Labor Now」と一橋大学大学院社会学研究科フェアレイバー研究教育センターに引き継がれた。
2007年5月に労働運動家の樋口篤三などと「JR総連聞き取り研究会」（当初は松崎明を囲む「勉強会」）を組織した。
1960年代から70年代に戸塚を中心とするグループが日本の新左翼の労働運動を研究するために収集した資料は、東京大学経済学図書館・経済学部資料室が所蔵するコレクションになっている。『労働運動の針路』(1982年)やブリティッシュ・レイランドの労働争議を研究した『現代イギリスの労使関係』(1987年)など、イギリスの労使関係研究で知られている。

## 著書
単著
- 『イギリス工場法成立史論――社会政策論の歴史的再構成』　未來社、1966年
- 『労働運動の針路――労使関係調査からのメッセイジ』　東京大学出版会、1982年
- 『第二次世界大戦下の在日朝鮮人――一つの事例調査をとおして』　「朝鮮問題」懇話会、1982年
- 『現代における労働組合の対案経済戦略の国際比較的実証研究』　東京大学、1987年
- 『労働と生産の社会的意味転換――労働者ヘゲモニーの模索』　地方自治総合研究所、1988年
- 『イギリスの工場調査の経験から』　早稲田大学人間科学部産業社会学研究室、2000年
- 『試論動力車労働組合運動の軌跡について――「JR総連聞き取り研究会」中間報告』　国際労働総研、2009年

共著
- 『現代労働問題講座 第4 労使関係』　大河内一男ほか編、松島静雄ほか共著　有斐閣、1967年
- 『工場闘争と労働者管理』　川上忠雄・佐藤浩一共著　社会評論社、1975年
- 『日本における「新左翼」の労働運動』上下　中西洋・兵藤釗・山本潔共著　東京大学出版会、1976年
- 『現代イギリスの労使関係――自動車・鉄鋼産業の事例研究』上下　兵藤釗・菊地光造・石田光男共著　東京大学出版会、1987・1988年
- 『日本のソフトウェア産業――経営と技術者』　中村圭介・梅澤隆共著　東京大学出版会、1990年

編著
- 『現代労働問題――労資関係の歴史的動態と構造』　徳永重良共編　有斐閣大学双書、1977年
- 『労働者統制の思想――危機における労働者戦略』　亜紀書房、1977年
- 『労使関係の転換と選択――日本の自動車産業』　兵藤釗共編　日本評論社、1991年
- 『現代日本の労働問題――新しいパラダイムを求めて』　徳永重良共編著　ミネルヴァ書房、1993年、増補版2001年
- 『地域社会と労働組合――「産業空洞化」と地域戦略の模索』　兵藤釗共編著　日本経済評論社、1995年

訳書
- 『ストライキ! ――アメリカの大衆ラジカリズム』　ジェレミー・ブレッヒャー著、櫻井弘子共訳　晶文社、1980年
- 『米国自動車工場の変貌――「ストレスによる管理」と労働者』　マイク・パーカー、ジェイン・スローター編著、監訳　緑風出版、1995年
- 『日本の労働組合――国際化時代の国際連帯活動』　ヒュー・ウイリアムソン著、監訳　緑風出版、1998年
- 『新世紀の労働運動――アメリカの実験』　グレゴリー・マンツィオス編、監訳　緑風出版、2001年
- 『アメリカ労働運動のニューボイス――立ち上がるマイノリティー、女性たち』　ケント・ウォン編、山崎精一共監訳　彩流社、2003年